# Croton microcalyx
Espèce
Croton microcalyx est une espèce de plantes à fleurs du genre Croton et de la famille des Euphorbiaceae présente au Brésil (São Paulo).
Il a pour synonymes :
- Cieca microcalyx, (Müll.Arg.) Kuntze
- Julocroton microcalyx, Müll.Arg.